# Transférabilité (chimie)
En chimie, la transférabilité  est l'hypothèse qu'une propriété chimique associée à un atome ou à un groupe fonctionnel dans une molécule aura une valeur similaire (mais pas identique) dans des circonstances différentes.
On peut citer parmi les propriétés transférables :
- l'électronégativité ;
- la nucléophilie ;
- les déplacements chimiques en spectroscopie RMN ;
- les fréquences caractéristiques en spectroscopie infrarouge ;
- la longueur de liaison et l'angle de liaison ;
- l'énergie de liaison.

Il convent de distinguer les propriétés transférables des « propriétés conservées », dont on suppose qu'elles conservent toujours la même valeur, quelle que soit la situation chimique, comme la masse atomique relative.